# François van Schoubroeck
François Ferdinand van Schoubroeck  (Berchem, 24 februari 1832 - 1870) was een Belgisch architect. Hij was een van de eerste leerlingen van de architect Pierre Cuypers. In het begin van zijn carrière was hij actief in Antwerpen en later in Roermond en omgeving. Hij heeft één kerk ontworpen, de Sint-Jozefkerk in Waubach, gebouwd van 1868 tot 1877. Deze kerk is in 1967 een rijksmonument geworden.